# Az első világháború évei (1916)
1916 az első világháború harmadik éve.

## Montenegró és Albánia megszállása
A Monarchia csapatai január 4-én intéztek támadást Montenegró ellen és Miklós király már január 23-án kapitulált, majd Franciaországba távozott. Az Albán Fejedelemség kétharmad része ugyancsak a Monarchia megszállása alá került. A Montenegróba és Albániába menekült szerb alakulatok ezután nagyrészt Durazzóba vonultak vissza, ahol 1915 decemberében egy olasz expedíciós hadtestet tettek partra. 1916 márciusában az olaszok 260 000 embert evakuáltak. Köztük volt 140 000 szerb katona, akik a korábban a franciák által megszállt Korfu szigetére lettek kimenekítve és itt újjá lettek szervezve, majd júniusban át lettek helyezve Thesszalonikibe. A Nikola Pašić vezette emigráns kormány Korfun rendezkedett be. A Durazzóból evakuáltak között 24 000 osztrák-magyar hadifogoly is volt, akiket a szárd Asinara szigetére szállítottak. Közülük 5000 fő veszítette életét. Az olaszok Albániában tartani tudták Vlora kikötőjét és ezzel a dél-albániai befolyásukat ki tudták terjeszteni. Montenegróban Viktor Weber von Webenau 1916. február 26-tól 1917. július 10-ig katonai főkormányzóként tevékenykedett. A háborúban aktív szerepet nem játszó Albániában August Kral főkonzul vezetésével állítottak fel egy polgári közigazgatási tanácsot. Albán vezetők bevonásával illetve az iskolarendszer és az infrastruktúra fejlesztésével igyekeztek a megszállók elnyerni az albánok rokonszenvét.

### A verduni csata
Február 21-én vette kezdetét a verduni csata. Az az eredetileg Erich von Falkenhayntól származó  és számos szerzőnél is fellelhető magyarázat, miszerint a német támadás eredeti szándéka a területszerzés helyett a francia hadsereg „kivéreztetése” lett volna, nem állja meg a helyét. Falkenhayn 1920-ban próbálta meg így a sikertelen támadásnak és annak „vérszivattyúként” ismert negatív mítoszának utólag értelmet kölcsönözni. A Verdun elleni támadás ötlete Vilmos koronahercegtől származott, aki az 5. német hadsereg főparancsnoka volt. A hadsereg törzsfőnöke, Konstantin Schmidt von Knobelsdorf játszotta a támadó hadművelet megvalósításában a fő szerepet. A német hadvezetés az 1915 óta részben lefegyverzett, eredetileg Franciaország legerősebbjének tartott erődje elleni támadással igyekezett a megmerevedett nyugati frontot mozgásba hozni. Verdun körül emellett a front beöblösödött a keletebbre lévő Saint-Mihiel és a nyugatabbra lévő Varennes között, aminek révén a német frontvonal veszélyeztetve volt a szárnyain. A város bevétele nem képezte a hadművelet célját, hanem a Maas keleti partjain lévő magaslatokat kellett megszerezni annak érdekében, hogy hasonlóan Port Arthur ostromához a saját tüzérséget hozhassák olyan pozícióba, hogy Verdun tarthatatlanná váljon a franciák számára. Falkenhayn úgy gondolta, hogy Franciaországot a nemzeti büszkeség miatt bele lehet vinni abba, hogy Verdun védelmében vállalhatatlan mértékű veszteségeket is magára vállaljon. Verdun megtartásához a franciáknak vissza kellett volna foglalniuk a megszállt magaslatokat, ami az 1915-ben lezajlott csaták alapján szinte lehetetlen vállalkozás lett volna.
A csata első szakaszában 1500 ágyú nyolc órás pergőtüze után az 5. német hadsereg nyolc hadosztálya indított támadást a Verduntől északra lévő Ornes-nál 13 km szélességben. A német várakozásokkal ellentétben a franciák elkeseredett ellenállást tanúsítottak és ezért eleinte alig tudtak területeket szerezni. Február 25-én a támadók bevették a Douaumont erődöt (Fort Douaumont), ami annak keleti tájolása miatt csak csekély taktikai előnyt jelentett. Ennek az erődnek az elvesztése után a franciák úgy döntöttek, hogy a verduni erődítményrendszert feltétlenül meg kell tartani és a város védelmével Pétain tábornokot bízták meg. Az egyetlen úton, mely Bar-le-Ducból vezetett Verdunbe, sikerült a logisztikai rendszert kiépíteni és az utánpótlást ezen a „Voie Sacrée”-ként (Szent Út) stilizált úton megoldani. A csatának négy szakasza volt: az első március 4-én ért véget, mikorra a francia tüzérség a Maastól nyugatra lévő magaslatokról tüzelve megakasztotta a német előrenyomulást. A második szakaszban Falkenhayn engedve az 5. hadsereg kérésének a magaslatok ellen indíttatott támadást. A „Le Mort Homme” (Halott Ember) néven ismertté vált magaslat többször is gazdát cserélt, és a németek végül nem tudták sokáig megtartani. A Le Mort Homme és a 304-es magaslat a rajtuk folyt brutális harcok miatt a „verduni pokol” szimbólumaivá lettek. Előbbi az ágyúzások miatt hat métert veszített a magasságából.
A csata harmadik szakaszában a támadás súlypontját ismét Verdun bevételére helyezték. Június 7-én kora reggel vízhiány miatt kapitulált a Vaux erőd (Fort Vaux), június 23-án a németek 78 000 emberrel indítottak meg egy támadást a Vaux-Fleury vonalon, ami szintén elakadt. Rövid ideig sikerült a német csapatoknak a csata negyedik szakaszában július 11-ig itt előrehaladást elérniük, heves harcok dúltak Ouvrage de Thiaumont körül, közvetlen délnyugatra Douaumont-tól. A Verduntől öt kilométerre északkeletre lévő Fort de Souville-nál és Ouvrage de Froideterre előtt a német támadás végleg elakadt. Falkenhayn emiatt és az antant által július 1-én kezdeményezett somme-i csata hatására július 12-én az offenzíva leállítására adott parancsot.

### Tirpitz lemondása és a skagerraki csata
1916 elején a német hadvezetésnél ismét vita tárgyát a Nagy-Britannia elleni tengeralattjáró-háború intenzívebb módon való folytatásának lehetősége. Szerbia kiiktatása után Falkenhayn elérkezettnek látta a pillanatot arra, hogy a Verdun elleni offenzívával egyidőben aktívabban lépjenek fel Nagy-Britanniával szemben kockáztatva azt is, hogy ezzel megromolhat a kapcsolat az Egyesült Államokkal. Ebben a meglátásában erősítette az Admiralstab törzsfőnöke (Admiralstabschef), Henning von Holtzendorff, aki biztosította afelől, hogy még az év vége előtt térdre lehet kényszeríteni Nagy-Britanniát. A kancellár a tárgyalások során a császári döntés elhalasztását és egy kompromisszumos megoldást tudott elérni, miszerint a tengeralattjáró-háborút intenzívebben fogják folytatni pl. a felfegyverzett kereskedelmi hajók előzetes figyelmeztetés nélküli elsüllyesztését engedélyezve, de nem térnek vissza a korlátlan tengeralattjáró-háborúhoz.
Március elején vette kezdetét a Birodalmi Haditengerészeti Minisztérium (Reichsmarineamt) által kezdeményezett sajtóhadjárat a korlátlan tengeralattjáró-háború megindítása érdekében olyan szólamokkal, mint pl. „inkább háború Amerikával, mint éhen halni”. A császárt erősen felbosszantotta ez az eljárás és emiatt Alfred von Tirpitz tengernagy március 15-én le kellett mondjon a tisztségéről. Az ún. „kiélezett tengeralattjáró-háború” (verschärfter U-Bootskrieg) folytatásával már áprilisban, a Sussex-incidens után felhagytak.
Május 31-én és június 1-re átnyúlóan zajlott le a skagerraki csata, mely a brit és német flották véletlenszerű találkozásából alakult ki. A hadműveletekben résztvevő hajók vízkiszorítása alapján (összesen 1,8 millió tonna) ez az összecsapás számít a történelem legnagyobb tengeri csatájának. Több mint 8600 tengerész veszítette életét, köztük a neves német tengerészeti költő, Gorch Fock is. A német Nyílttengeri Flotta (Hochseeflotte) szerencsével és ügyes taktikai húzásokkal sikeresen ki tudott kerülni a nagyobb brit flotta szorításából, és amellett, hogy elkerülte a megsemmisítést, jelentősen nagyobb veszteségeket tudott okozni az ellenfelének. A stratégiai helyzeten a csata önmagában azonban nem tudott változtatni és ezzel csak a brit tengeri fölényt erősítette meg.

## A Bruszilov-offenzíva és a somme-i csata
A chantilly-ben megtartott konferencián megállapodottaknak megfelelően 1916 közepére az antant három nagy offenzívát készített elő az 1916-os év közepére: a nyugati fronton a somme-i csatát eredményező hadműveleteket, a keleti fronton a Bruszilov-offenzívát, az olasz fronton pedig egy Isonzó mentén indítandó újabb támadást. A Somme mentén tervezett támadást eredetileg francia vezetéssel tervezték megindítani július 1-ével, de a verduni csata miatti francia lekötöttség okán a britek vették át az irányítását. Az olasz fronton a hatodik isonzói csata csak augusztus 4-ikével vette kezdetét, mivel a Verdun elleni német támadás miatt a szövetségeseik kérésére az olaszok már idő előtt, március 11-én indítottak egy támadást (ötödik isonzói csata) és a Monarchia május 15. és június 18. közötti déltiroli offenzívája – mely az asiagói csatához vezetett – miatt a Bruszilov-offenzívát is előrehozták, így az június 4-én indult meg.
A június 4-én megindult Bruszilov-offenzíva volt az antant addigi legsikeresebb offenzívája. Alekszej Alekszejevics Bruszilov, az orosz déli hadsereg parancsnoka az eddigi sikertelenségekből taktikai következtetéseket vont le, melyek alapján az új offenzívát egy széles, légvonalban 400 km-es frontszakaszon indította meg, hogy az ellenség a csapatait ne tudja egy már előreláthatólag döntő jelentőségű pontban koncentrálni. A támadó gyalogságot előretolt harcállásásokból védelmezték, melyek akár 50 méterre is lehettek az ellenséges vonalaktól (az eddigi gyakorlat szerint a gyalogságnak egy 1600 méteres senkiföldjén kellett átjutnia az ellenséges vonalakig, ami jelentős veszteségekhez vezetett). Habár Bruszilov erői számban nem voltak jelentős túlerőben és egy támadó hadművelethez az eddigi kalkulációk szerint nem is voltak elegendően, a 8. orosz hadsereg június 8-ra Koveltől keletre csaknem teljesen szétverte a 4. k. u. k. hadsereget, a 9. orosz hadsereg délen a Dnyeszter és a Kárpátok között a 7. k. u. k. hadsereget morzsolta fel és foglalt el olyan jelentős városokat, mint Csernovic és Kolomea. Ausztria-Magyarország veszteségei 624 000 főt tettek ki az orosz offenzíva idején. Bruszilov mindenekelőtt a román határ irányába tudott előretörni és egészen 120 km-re megközelítette azt, ami Romániát arra sarkallta, hogy az antant oldalán belépjen a háborúba. Az oroszok számára a logisztikai problémák megakadályozták a további előretörést, ezen felül a hagyományos módon (szűk frontszakaszokon) végrehajtott támogató hadműveletek a Pripjaty-mocsarak és Baranavicsi térségében nem jártak sikerrel, hasonlóan ahhoz a próbálkozáshoz, hogy elfoglalják a közlekedési csomópontnak számító Kovelt. John Keegan megállapítása szerint „a Bruszilov-offenzíva így is – az első világháború mértékeivel, melyben minden méterért meg kellett harcolni – a legnagyobb győzelem volt, amit a szövetségesek [az antanthatalmak] bármelyik fronton el tudtak érni, mióta az Aisne mentén az állóháború kezdetét vette.”
A brit expedíciós haderő Douglas Haig vezetésével átvette a somme-i csata vezetését, mivel a verduni csata miatt az itt tervezett antant offenzívában a tervezett 40 helyett csak 11 francia hadosztály vehetett részt. A nyolc napon át tartó, 1500 ágyúval folytatott szakadatlan tüzérségi előkészítés során összesen mintegy másfél millió lövedéket lőttek ki a német állásokra, majd ezután 1916. július 1-én megindították a támadást. A súlyos tüzérségi tűz ellenére számos német állás sértetlen maradt, így a németek géppuskatűzzel fogadhatták a támadó brit gyalogságot. Csak a csata első napján 19 240 brit katona veszítette életét, közülük 8000 az első fél órában. A rendkívül súlyos veszteségek ellenére Haig tovább folytatta az offenzívát. Szeptember 15-én került sor első ízben a hadtörténet során harckocsik bevetésére, mikor a britek Mark I jelzésű járműveket küldtek a német állások ellen Fleurs közelében. A harcok november 25-ig eltartottak és az antant-csapatok a légvonalban 30 km széles támadó sáv közepén 8–10 km-rel tudták visszaszorítani a németeket. A csekély területi nyereséget a britek és a franciák 624 000 katonájuk elvesztése árán érték el, a németek ugyanakkor 420 000 embert veszítettek. A német veszteségek mértéke vitatott, brit történészek a német könnyű sebesültek számát magasabbra teszik és ezzel 650 000 főben állapítják meg. Szerintük ugyanis a német szanitéci jelentésekben szereplő 335 688 fős veszteséget más számítási módszerekkel határoztak meg, mint az antant részéről. A somme-i csata számít az első világháború legtöbb áldozatot követelő csatájának. A csata kezdetének napja – július 1. – Nagy-Britanniában ma is egyfajta emléknapnak számít. John Keegan brit történész 1998-ban így összegezte a történteket: „A somme-i csata a britek számára a 20. század legnagyobb katonai tragédiája volt, sőt a történelmének is […]. A Somme Nagy-Britannia számára az életet sugárzó optimizmus korszakának végét jelentette, melyhez soha nem talált már vissza.” A Somme-nál elszenvedett veszteségek mértékének kitudódása 1916 végén hozzájárult ahhoz, hogy decemberben Asquith kormányát David Lloyd George-é váltotta Londonban.

## A dél-tiroli offenzíva és az isonzói csaták
Az osztrák-magyar haderő május és június között Dél-Tirolban indított támadást az olasz állások ellen. A kezdeti csekély sikerek után a támadást meg kellett szakítani a keleti fronton a Bruszilov-offenzíva nyomán kialakult válságos helyzet miatt. Az olasz hadsereg március és november között több nagyobb támadást intézett az Isonzó mentén (5., 6., 7., 8. és 9. isonzói csaták). Ennek során az olaszok elfoglalták Görz városát, a doberdòi fennsíkot, de tovább nem tudtak már haladni. 1916. augusztus 28-án Olaszország a Német Birodalomnak is hadat üzent. A németek már 1915 májusa és novembere között áthelyeztek egy megerősített hadosztályt (az Alpenkorpst) Dél-Tirolba, hogy megsegítsék szövetségesüket az olasz fronton, mivel ebből az irányból veszélyeztetve látták Németország déli részét. 1916. december 13-án a Déli-Alpokban vívott harcok közben a Monarchia és Olaszország többezer katonáját veszítette el az aznap kialakult többtucatnyi lavinában. Ez a nap számít Európa történetének egyik legnagyobb időjáráshoz köthető katasztrófájának.

## Románia hadba lépése

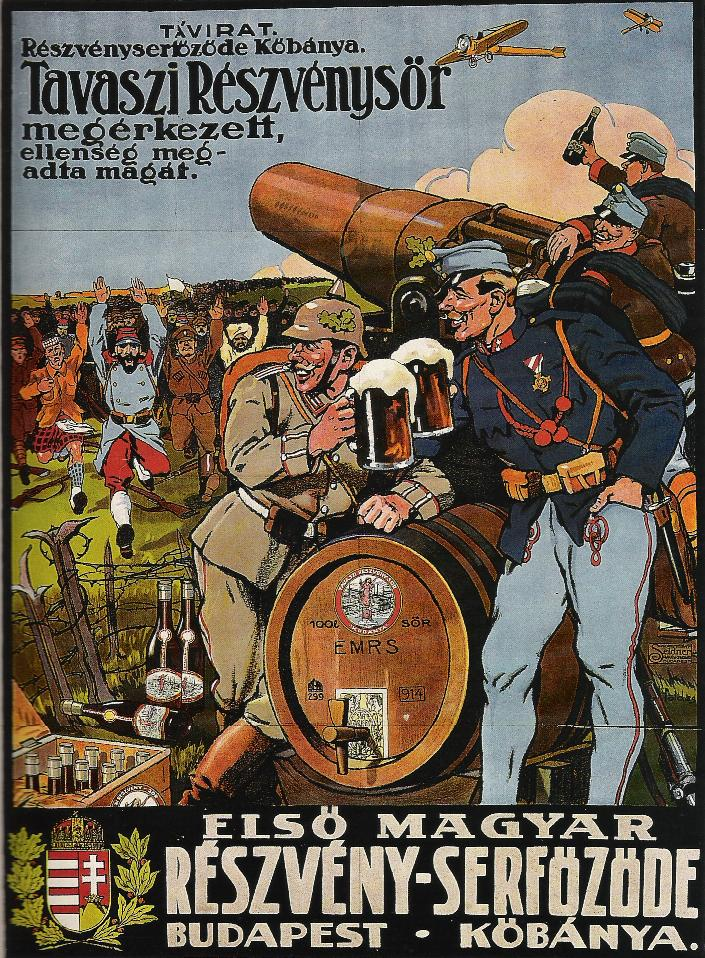
Osztrák-magyar és német katonák frissen csapolt sörrel ünneplik Románia kapitulációját egy sörreklám plakátján

A Román Királyság 1916. augusztus 27-én üzent hadat Ausztria-Magyarországnak, de gyakorlatilag már napokkal korábban megkezdte a harci tevékenységét. Románia 1883-ban még belépett a hármas szövetségbe (a Dreibundba), de a háború kezdetén a szövetségi szerződés pontjai alapján nem volt köteles hadba lépni és nem is tett így. Belpolitikai téren Románia kezdetben megosztott volt, a liberálisok Ion Brătianu miniszterelnök vezetésével az antanthoz való közeledést favorizálták, míg a konzervatívok többsége inkább semleges kívánt maradni. A kevés politikus közé, akik a központi hatalmak oldalán való hadba lépés mellett voltak, tartozott I. Károly király. Oroszország már 1914. október 1-én szerződésben kötelezte magát arra, hogy támogatni fogja Románia erdélyi területek megszerzése iránti igényét amennyiben az antant oldalán lépne hadba. A második Balkán-háború után Románia a bukaresti béke révén megkapta Dobrudzsa főként bolgárok és törökök lakta déli részét, ezért Bulgáriának a központi hatalmakhoz való csatlakozása is az antant irányába mozdította az országot. Az Erdély, a Bánság és Bukovina megszerzésével létrehozni kívánt „nagyromán egységet” csak úgy valósíthatták meg, ha a Monarchia elleni szövetséghez csatlakoznak. Az antant felkínált területeket a románoknak (de ezeket nem kívánta teljes mértékben teljesíteni), így azok a Bruszilov-offenzíva sikerét látva 1916. augusztus 17-én szerződést kötve csatlakoztak az antanthoz.
A számbeli fölényben lévő, de rosszul felszerelt román hadsereg jelentős területeket meg tudott szállni Magyarország keleti részén. A németek által segítségként küldött 9. hadsereg, az OHL korábbi vezetőjének, Erich von Falkenhaynnak a vezetésével azonban a szeptember 26-29. között vívott nagyszebeni csata során jelentős vereséget mért rájuk. Az első világháború idején ritkaságszámba menő, kiterjedt utcai harcok során október 8-ra Brassó is fel lett szabadítva a megszállás alól. A központi hatalmak egy klasszikus átkaroló hadműveletet hajtottak végre: november 23-án bolgár, török és német csapatok délnyugatról átkeltek a Dunán és az LZ 81, LZ 97, LZ 101 léghajókkal és csatarepülőgépekkel támadott Bukarestet december 6-án elfoglalták. Románia hadba lépése jelentős előnyökkel járt a központi hatalmak számára, mivel az 1916-os év folyamán Ploiești olajmezőit és jelentős mezőgazdasági területeket szerezhettek meg, ez pedig átmenetileg érezhetően csökkentette Németország élelmezési problémáit. A románok orosz segítséggel ezután még tartani tudták országuk északkeleti részét és I. Ferdinánd király Bukarestből Jászvásárba helyezte át székhelyét.

## Falkenhayn menesztése és a 3. OHL
A súlyos válság, amibe 1916 nyarán a német hadvezetés az antant minden fronton végrehajtott offenzívái miatt került, arra kényszerítette Vilmos császárt, hogy végleg megváljon Erich von Falkenhayntól, a hadsereg törzsfőnökétől. Ehhez Románia 1916. augusztus 27-ei hadba lépése kínálta az alkalmat. Az augusztus 29-től hivatalba lépő új vezetők Paul von Hindenburg és törzsfőnöke, Erich Ludendorff voltak, akiket a 3. OHL-ként is emlegettek. Hindenburgék lefújták a Verdun elleni offenzívát és intézkedéseket hoztak az erősebb gazdasági mobilizálás érdekében. Ennek keretében augusztus 31-én a porosz hadügyminisztériumnak a később Hindenburg-tervként ismertté vált követeléseket terjesztették elő. A 3. OHL kinevezése azonban politikai fordulatot is eredményezett, ami lényegében katonai diktatúrához vezetett. Ezt John C. G. Röhl történész a következőképpen fogalmazta meg:
„Az uralkodó a nimbuszuk révén leválthatatlan Hindenburg/Ludendorff hadvezérkettős kinevezésével nemcsak még az eddiginél is jobban a háttérbe lépett a háború során, hanem az OHL politikai szívásába is került. […] A nélkülözhetetlen hadvezérkettős […] készen állt arra, hogy a katonai kompetenciákon messze túlmenően belenyúlva a politikába a császárt nyomás alá helyezze és még a személyi kérdésekben – a császári hatalom központi elemében – is döntő befolyást gyakoroltak.”

## Francia ellentámadás Verdunnél és Joffre leváltása
Ősszel a francia hadsereg Verdunnél ellenoffenzívába ment át. Október 24-én visszafoglalták a Douaumont és Thiaumont erődöket. Újabb francia offenzívák arra kényszerítették a németeket, hogy december 2-án elhagyják a Vaux erődöt is. A kiürítése után a német utászok ezt az erődöt felrobbantották. December 16-ig a franciák visszaszerezték annak a területnek a nagy részét, amit a németek a tavaszi offenzívájuk során itt megszereztek.
Az újabb Verdun előtti összecsapásokban a németek 337 000 katonát (köztük 143 000 halottat), a franciák 377 000 katonát (162 000 halottat) veszítettek. A mintegy 30 km széles és 10 km mély frontszakaszon legalább 36 millió gránát csapódott be.
A francia főparancsnokot, Joseph Joffre-t egyre több kritika érte, miután nem ismerte fel a németek támadó szándékát Verdunnél, valamint mert Champagne területén és a Somme-nál hasonlóan véres, de eredménytelen offenzívákat indított. December 3-án Robert Nivelle tábornok vette át a helyét, aki a Verdunnél indított eredményes ellenoffenzívát vezette és ezért őt szemelték ki a jövő év tavaszára tervezett nagy offenzíva vezetésére a nyugati fronton. Ezzel a „Verdun hőseként” emlegetett Nivelle-t előnyben részesítették Philippe Pétainnel szemben, akit túl defenzívnek ítéltek meg.

## A Lengyel Régenskirályság és békekezdeményezések
November 5-én az 1915-ig orosz fennhatóság alatt lévő lengyel területeken a központi hatalmak egy önálló királyság felállítását proklamálták. A Lengyelországtól elvárt jelentős katonai segítségnyújtást azonban nem kapták meg és csak egy kisebb méretű, lengyelekből álló önkéntes kontingens harcolt az oldalukon, melynek parancsnoka júliusig Józef Piłsudski volt. Ezt a kontingenst nyilvánították a Lengyel Hadseregnek (németül: Polnische Wehrmacht). Ugyanakkor több százezer lengyel nemzetiségű katona szolgált a német és osztrák-magyar valamint az orosz hadseregekben anélkül, hogy külön nemzeti alakulataik lettek volna.
Bukarest elfoglalása után a központi hatalmak december 12-én békeajánlatot tettek az antantnak, amit azok december 30-án elutasítottak.
Míg az antant a békeajánlatot elemezte a válaszához, addig Woodrow Wilson amerikai elnök 1916. december 21-én meglepő módon saját békejavaslattal állt elő. Megpróbált a békefolyamatnak egy tisztább irányt adni azáltal, hogy a hadviselő államokat felszólította a háborús céljaik meghatározására és ennek nyilvánosságra hozatalával, hogy erről az alapról indulhassanak a megegyezés felé. Mind az antant, mind Németország tartózkodóan, ha nem éppen elutasítóan reagált a közvetítési próbálkozásra. Míg az antant Németország és szövetségeseinek egyedüli bűnösségét hangsúlyozta, amivel nem akarta magát egy szintre helyezni és néhány olyan követelést fogalmazott meg, ami a központi hatalmak számára elfogadhatatlan volt, addig a német kormányzat elutasította az Egyesült Államok részvételét a béketárgyalásokon és a háborús céljainak nyilvánosságra hozatalát.